# Yoshiyuki Tanaka
Yoshiyuki Tanaka (jap. 田中 善之), Tanaka Yoshiyuki; * 15. Februar 1991 in Hidaka (heute: Hidaka-Kurisuno, Toyooka) ist ein japanischer Grasskiläufer. Er fährt vorwiegend FIS-Rennen in seinem Heimatland, nahm an drei Juniorenweltmeisterschaften und 2011 erstmals an einer Weltmeisterschaft in der Allgemeinen Klasse teil. In Weltcuprennen, die vorwiegend in Europa ausgetragen werden, startete er bisher nicht.

## Karriere
Yoshiyuki Tanaka stammt aus Hidaka (seit 2005 Ortsteil von Toyooka) und studiert an der Kansai-Universität.
Nach ersten Teilnahmen an FIS-Rennen in Japan startete Tanaka im Juli/August 2009 bei der Juniorenweltmeisterschaft im tschechischen Horní Lhota u Ostravy, wo er sich mit Resultaten um Rang 20 dreimal im Mittelfeld platzierte. Nach weiteren Starts bei FIS-Rennen in seinem Heimatland nahm er auch 2010 an der Juniorenweltmeisterschaft teil, die diesmal in Dizin im Iran ausgetragen wurde. Er belegte Rang 11 im Super-G und Rang 19 in der Super-Kombination.
In der Saison 2011 nahm Tanaka neben FIS-Rennen in Japan, bei denen ihm erstmals ein Podestplatz gelang, an der Weltmeisterschaft und der zugleich ausgetragenen Juniorenweltmeisterschaft in Goldingen in der Schweiz teil. In der Allgemeinen Klasse kam er in allen vier Wettbewerben ins Ziel und erreichte als bestes Resultat den neunten Platz im Slalom, während er bei den Junioren zweimal Zehnter im Slalom und in der Kombination sowie 23. im Super-G wurde, aber im Riesenslalom ausfiel. 2012 nahm Tanaka nur an FIS-Rennen in seinem Heimatland teil.

## Erfolge

### Weltmeisterschaften
- Goldingen 2011: 9. Slalom, 19. Super-Kombination, 29. Riesenslalom, 29. Super-G

### Juniorenweltmeisterschaften
- Horní Lhota u Ostravy 2009: 20. Slalom, 21. Super-Kombination, 22. Super-G
- Dizin 2010: 11. Super-G, 19. Super-Kombination
- Goldingen 2011: 10. Slalom, 10. Kombination, 23. Super-G